# Сара Роуз Саммерс

Міс США 2018 (англ. Miss USA 2018 - 67-й національний конкурс краси Міс США.
Проводився 21 травня 2018 року в Hirsch Memorial Coliseum, Шривпорт, штат Луїзіана . Ведучі вечора Ванесса Лаші, Нік Лаші, Карсон Кресслі і Лу Сьєрра в ролі коментатора.  На заході виступили 98 Degrees і Лі Брайс. 
Даний конкурс проводився в тому ж приміщенні, що і Міс США +1997. 
Вперше, що і конкурс Юна міс США 2018 проводився паралельно, фінали яких проводилися різницею в кілька днів. 

#### Життя і кар'єра

##### Ранні роки
Саммерс народилася  4 листопада 1994 року в Омасі, штат Небраска, і виріс в місті Папілліон в районі міста Омаха-консіл-блафс. 
У чотири роки вона була госпіталізована з діагнозом ідіопатична тромбоцитопенічна пурпура (ІТП). 
Вона закінчила Papillion-Ла Віста Південної середньої школи, а пізніше отримав дві вищі освіти з відзнакою від Техаського християнського університету в розвитку дитини і стратегічної комунікації, з неповнолітнім в бізнесі. 
Саммерс працювала сертифікованим фахівцем з дитячого життя, перш ніж стати Міс США. Видовище Саммерс (крайній зліва) і інші володарки титулу Miss Teen USA 2012 на конкурсі Miss USA 2012 у Лас-Вегасі. 
Саммерс розпочала свою кар'єру в конкурсі в десять років, переконавши своїх батьків дозволити їй брати участь в конкурсах, коли вони отримали листівку з рекламою місцевого конкурсу дитячої краси. 
Після чотирьох років участі в змаганнях вона виграла титул «Міс Юніор-підліток-2009 з Америки».
Вона продовжувала представляти Небраску на національному конкурсі і була коронована як «Міс-юніор-підліток Америки» в 2009-2010 рр. 
У 2012 році Саммерс була коронована як Miss Nebraska Teen USA 2012. 
Вона представляла Небраску на конкурсі Miss Teen USA 2012 на Atlantis Paradise Island в Нассау, Багами, але її місце не було. 
В кінці свого правління вона коронувала Жасмин Топлівберт як свою наступницю. 
Після перерви Саммерс повернулася до участі в конкурсі і брала участь в конкурсі «Міс Небраска США 2016», де посіла друге місце, поступившись Сарі Холлінс. 
У 2018 році Саммерс була коронована Міс Небраска США 2018 компанією Fuelberth, яка була минає володаркою титулу. На виставці Miss Nebraska USA 2018 Саммерс представляла Омаху. 
Міс США 2018 Після перемоги на конкурсі «Міс Небраска США» Саммерс отримала право представляти Небраску на конкурсі «Міс США 2018», який проходив в Hirsch Memorial Coliseum в Шрівпорт, штат Луїзіана. 
Вона виграла змагання, обійшовши першу зайняла друге місце Кейліна Міллер-Кіз з Північної Кароліни і зайняла друге місце Кароліну Урреа з Невади, ставши першою жінкою з Небраски, яка виграла Міс США. 
Після перемоги на Міс США вона коронувала Брі Коффі як її наступницю в Міс Небраска США; Протокол конкурсу свідчить, що два титули не можуть бути одночасно присвоєні, оскільки її нові обов'язки міс США завадили б її обов'язків як міс Небраска США. 
На національному змаганні соведущая Ванесса Лаші запитала наступне: «Ви йдете на марш, де хтось вручає вам порожній знак і маркер. 
Що ви ставите на свій знак і чому? » «... Я кажу:« Говори своїм голосом ». Я не знаю, до якого маршу ми прямуємо в цій гіпотетичній ситуації, але незалежно від того, куди ви йдете, який би тип маршу це не був, ви очевидно, на вашому шляху до маршу, тому що ви дбаєте про це, так що говорите з людьми.
Коли у них є питання, спілкуйтеся з ними.
Слухайте також їх думки. Це одна річ в Сполучених Штатах, на якій нам дійсно потрібно зосередитися, - це слухаємо один одного! ...
"Як Міс США 2018 Саммерс представляла Сполучені Штати на конкурсі Міс Всесвіт 2018 у Бангкоку, Таїланд, де вона увійшла до двадцятки кращих. 
Кінцевим переможцем стала Катріона Грей з Філіппін. Саммерс закінчила своє правління 2 травня 2019 року, після того, як коронувала Чеслі Кріст як міс США 2019 в Ріно, штат Невада. 
Особисте життя 
Саммерс заручилася з давнім хлопцем Коннері Комбсом в Бангкоку 17 грудня 2018 року, незабаром після участі в конкурсі Міс Всесвіт 2018. Вони одружилися 20 жовтня 2019 року в місті Гімн, штат Арізона .

## Результати
| Фінальні результати | Учасниця |
| ------------------- | --- |
| Міс США 2018        | - Небраска</img> Небраска - Сара Роуз Саммерс |
| 1-а Віце Міс        | - Північна Кароліна</img> Північна Кароліна - Келін Міллер-Кіз |
| 2-а Віце Міс        | - Невада</img> Невада - Кароліна Урреа |
| Топ 5               | - Флорида</img> Флорида - Хенесіс Давіла - Південна Дакота</img> Південна Дакота - Медісон Найп § |
| Топ 10              | - Джорджія</img> Джорджія - Маріанна Егуррола - Каліфорнія</img> Каліфорнія - Келлі Джонсон - Мен (штат)</img> Мен (штат) - Марина Грей - Нью-Джерсі</img> Нью-Джерсі - Алекса Нун - Теннессі</img> Теннессі - Олександра Харпер |
| Топ 15              | - Массачусетс</img> Массачусетс - Аллис Лейте - Мічиган</img> Мічиган - Елізабет Джонсон - Меріленд</img> Меріленд - Бріттані Николетт - Орегон</img> Орегон - Тоніта Морган - Техас</img> Техас - Логан Лестер                  |

Вибрана в топ 15, після глядацького голосування
Нагорода
| нагорода            | Учасниця                              |
| ------------------- | ------------------------------------- |
| Міс Конгеніальність | Вайомінг</img> Вайомінг - Келлі Бішоп |

## Судді
- Наташа Каррі - телеведуча, ведуча новин і Міс Вашингтон 1998 [6] [7]
- Джеймі Керн Ліма - бізнесвумен, учасниця реаліті-шоу і Міс Вашингтон 2000
- Крістл Стюарт - телеведуча, модель, актриса і Міс США 2008
- Ліліана Васкес - провідна і продюсер
- Деніз Уайт - телеведуча і Міс Орегон 1994
- Паула Шугарт - Президент Міс Всесвіт Організація (Тільки фінал)